# Amedee J. Van Beuren
Amedee J. Van Beuren (Nova York, 10 de julho de 1879 - Carmel, 12 de novembro de 1938) foi um produtor de cinema e desenhos animados, sendo o produtor dos três primeiros filmes de Frank Buck.

## Primeiros anos
Van Beuren nasceu Amedee Vignot em Nova York, filho de Alfred Vignot, que morreu em 1894, e Marietta Ferguson. Posteriormente, Marietta casou-se com Alfred van Beuren em 13 de janeiro de 1898, quando Amadee estava em seu nono ano e assumiu o sobrenome de seu padrasto. Alfred van Beuren era chefe da empresa de publicidade van Beuren, que se tornou parte da General Outdoor Advertising Company. Amedee foi educado em escolas públicas e privadas e em uma faculdade de administração. Ele trabalhou no negócio de mantimentos e depois como vendedor. 

## Van Beuren Productions
Um dos primeiros e mais bem-sucedidos projetos de Amedee van Beuren foi uma série de desenhos animados produzidos por seus Van Beuren Studios, as Fábulas de Cinema de Esopo. Os filmes posteriores produzidos incluíram os filmes de Frank Buck Bring 'Em Back Alive (1932), Wild Cargo (1934) e Fang and Claw (1935). Os estúdios Van Beuren também emitiram mais de duzentos curtas animados. Van Beuren foi presidente da Colorado Springs Theatre Corporation e da Kernab Corporation. Ele era um membro vitalício da Society of The Friendly Sons of St. Patrick.

## Processo de Lowell contra Beuren
Uma ação de Joan Lowell contra Amedee van Beuren e van Beuren Studios, em 1935, exigiu uma parte dos lucros do filme Adventure Girl. Lowell escreveu e estrelou esta versão filmada de seu livro, Cradle of the Deep. Van Beuren prontamente fez uma reconvenção por danos no valor de US $ 300.000, supostamente sustentados por causa do desempenho inexperiente de Lowell na imagem. Lowell alegou que não havia recebido 15% dos ganhos garantidos. Van Beuren respondeu que eles perderam US $ 300.000 no filme. Ao fazer a reconvenção dessa quantia, van Beuren afirmou que Lowell "de maneira descuidada, negligente, ineficiente, inexperiente e indevidamente agiu e se apresentou no filme produzido para prejudicar seriamente a reputação, a fama e a capacidade comercial do réu".

## Anos finais
Em julho de 1938, Van Beuren teve um derrame, mas gradualmente se recuperou, embora estivesse confinado em sua casa. Ele morreu de ataque cardíaco, aos 58 anos, em 12 de novembro de 1938, em sua propriedade rural, Dreamwold, em Carmel, Nova York.